# Dryopteris lawalreei
Dryopteris lawalreei är en träjonväxtart som beskrevs av Erwin Emil Alfred Janchen. Dryopteris lawalreei ingår i släktet Dryopteris och familjen Dryopteridaceae. Inga underarter finns listade.